# Kokolitowiec
Kokolitowiec – jednokomórkowy organizm o wielkości nie przekraczającej 20μm, żyjący w wodzie. Kokolitowce należą do fitoplanktonu. Otoczone są zewnętrzną skorupą zbudowana z dużej liczby wapiennych płytek, zwanych kokolitami. Kształt i ułożenie tych płytek mogą być cechami charakterystycznymi dla poszczególnych gatunków. Najbardziej rozpowszechnionym kokolitowcem jest Emiliania huxleyi.